# Terremoto de Dingxi de 2013
El terremoto de Dingxi de 2013 fue un movimiento sísmico ocurrido en la localidad de Dingxi en China ocurrido el 22 de julio del 2013 a las 07:45:56 (hora local) con epicentro a 13 kilómetros al este de la ciudad de Chabu. El sismo tuvo una profundidad de 9,8 kilómetros y causó la muerte de al menos 94 personas, centenares de heridos, deslizamientos de tierra y daños estructurales. 
El terremoto se originó como resultado de una falla oblicua en dirección noreste-suroeste. En la zona donde ocurrió el terremoto, la placa de la India se mueve 50 milímetros por año en dirección norte, chocando con la placa de Eurasia y originando la cordillera de los Himalaya.
El terremoto del 22 de julio ocurrió en un área de 200 kilómetros donde anteriormente se han registrado tres sismos de magnitudes relacionadas en los últimos 40 años, incluyendo un sismo de magnitud 6,0 en 2008.
El Servicio Geológico de los Estados Unidos emitió un boletín de alerta naranja tras el terremoto. Según la entidad, el sismo tuvo una intensidad de VII grados en la escala de Mercalli y había altas posibilidades de que el movimiento generara daños importantes.
Las autoridades locales informaron que los daños del terremoto se incrementaron pues la región había sido azotada días antes por fuertes lluvias las cuales habían saturado los suelos.